# Katholische Kirche der Mariaviten
Die Katholische Kirche der Mariaviten (zu unterscheiden von der Altkatholischen Kirche der Mariaviten) ist eine von der römisch-katholischen Kirche unabhängige Kirche in der Republik Polen.

## Geschichte
Der Generalminister des Ordens der Mariaviten und erste Bischof der Altkatholischen Kirche der Mariaviten, Jan Maria Michał Kowalski, gründete nach dem Schisma im Jahre 1935 mit seinen Getreuen die 2800 Mitglieder zählende Katholische Kirche der Mariaviten in Felicjanów, wo die Ordensgründerin eine Klosteranlage erworben hatte. Bis zu seiner Verhaftung 1940 und seiner Ermordung weihte er in Felicjanów Maria Marc Fatôme zum Bischof der Auslandjurisdiktion und mindestens fünf Frauen zu Bischöfinnen. Jan Kowalski wurde im KZ Dachau als arbeitsunfähig selektiert und mit 100 weiteren Häftlingen am 18. Mai 1942 in die Euthanasie- und Tötungsanstalt Schloss Hartheim bei Linz gebracht. Er wurde dort am selben Tag vergast und eingeäschert. Die Urne mit der Asche wurde in den 1960er Jahren von Paulus Norbert Maas nach Płock überführt und dort in der Krypta beigesetzt.
Nicht nur in Felicjanów fanden nach 1935 Priesterinnen-Weihen statt, was sich einem Schreiben von Bischof Rafael an Bischof Maas von der Auslandsjurisdiktion vom 2. April 1957 entnehmen lässt:

„Was die Priester von Płock anbelangt, so sind sie noch in schlechterer Lage, denn sie haben wenig junge Priester, und die Priesterinnen retten sie nicht, weil sie diesen die Würde abgenommen haben.“

Im Zeitraum 1929 bis Juni 1931 wurden neun Frauen ordiniert.

## Gegenwart
Die Katholische Kirche der Mariaviten hat 7500 Mitglieder in 78 Gemeinden, davon etwa 3000 in Brasilien und etwa 1900 verteilt auf Venezuela, Kamerun, Angola und Argentinien. Sie zählt 97 Priester, darunter auch Frauen. Die Kirche wird von Bischöfin Maria Beatrycze Szulgowicz geleitet.

## Oberhäupter der Katholischen Kirche der Mariaviten
- 1935–1942 Jan Maria Michał Kowalski, Bischof
- 1942–1946 Maria Izabela Wilucka, Bischöfin
- 1946–2005 Maria Rafael Joseph Eugen Wojciechowski (* 20. August 1917; † 2005), 1956 geweiht durch Paulus Norbert Maas
- seit 2005 Maria Beatrycze Szulgowicz, Bischöfin